# František Vyskočil
František Vyskočil (* 3. září 1941 Pelhřimov) je český neurofyziolog a profesor fyziologie a farmakologie na Přírodovědecké fakultě Univerzity Karlovy. Je znám svým přínosem k poznání nekvantového uvolňování neurotransmitterů na synapsích, a také svou promyšlenou podporou teorie inteligentního designu. Vystudoval Přírodovědeckou fakultu Univerzity Karlovy v Praze (promoval v r. 1968) a později svůj profesionální život dělil převážně mezi dvě instituce – Katedru fyziologie Přírodovědecké fakulty a především Fyziologický ústav Akademie věd České republiky. Také vyučoval na oddělení fyziologie americké University of California, San Francisco.
Je laureátem mnoha ocenění, zejména Purkyňovy medaile Akademie věd České republiky, Medaile Josefa Hlávky a Stříbrné pamětní medaile Senátu a Přírodovědecké fakulty UK Je zakládajícím členem Učené společnosti České republiky. Také je hráčem na housle. Jeho vědecký přínos a objevy jsou podobně jako například u Jiřího Grygara (katolík) spojeny s vírou v poselství Bible. Patří ke Svědkům Jehovovým. R. 2022 získal Medaili Karlovy university za celoživotní vědecko-pedagogickou práci.